# Adriana Monsalve
Adriana Monsalve (Caracas, Venezuela, 27 de julio de 1977) es una periodista deportiva venezolana. Trabajó para Univisión Deportes y Televisa Deportes donde se desempeñó como conductora.

## Trayectoria
Adriana Monsalve es una periodista bilingüe, que estudió periodismo en Venezuela. Ella comenzó su carrera en el entretenimiento y la televisión en el canal venezolano Radio Caracas Televisión (RCTV) como copresentadora del programa Aló RCTV. En 2003 se mudó a Estados Unidos donde participó como vocera/imagen de varias marcas como Publix, Rooms to go y los hoteles y casinos Hard Rock.
Monsalve comenzó su carrera en la televisión de Estados Unidos en Telemundo, en el canal local de Orlando, donde trabajó tres años cubriendo al Orlando Magic y la serie mundial de la MLB.
En 2007 se mudó a Ciudad de México para formar parte del equipo de ESPN, como conductora del programa SportsCenter, donde estuvo encargada de dar a conocer noticias del acontecer deportivo mundial y pudo entrevistar a varios atletas como Serena Williams, David Ferrer, David Becham y Cristiano Ronaldo. Tiempo después fue encargada de conducir el show "Nación ESPN" junto con el periodista deportivo David Faitelson.
En diciembre de 2014 se une al equipo de Univisión Deportes como conductora de los shows Contacto Deportivo y República Deportiva. En mayo de 2018 se anuncia su incorporación al equipo de Televisa Deportes, donde tuvo una participación dentro del equipo de la televisora para el mundial de Rusia 2018.

## Participación en Medios
- Alo RCTV 2000 - 2002
- Theatrical productions como Esther 2003
- Rooms to Go 2004 - 2005
- Telemundo 2005 - 2007
- ESPN Sport Center 2007 - 2010
- ESPN Nación ESPN 2011 - 2014
- Univision Deportes 2015 - 2019
- Televisa Deportes 2018 - 2019
- TUDN 2019 - 2022
- Caliente TV 2024-actual

## Vida personal
Adriana está casada con Ricardo Arcia desde el 2002 CEO de Teravision Technologies entre otros proyectos más, con quién aparte tiene dos hijos.
Actualmente viven en Estados Unidos en la ciudad de Miami, Florida. Adriana se ha declarado abiertamente hincha del Club América de México, Cuauhtémoc Blanco fue un fenómeno en las canchas declaró la venezolana.